# 世上没有吸血鬼
《世上没有吸血鬼》（英語：No Such Thing as Vampires）是美国超自然题材电视剧《血色月光》的试播集，于2007年9月28日通过在美国首播。剧集主创人兼执行制片人特雷弗·曼森和罗恩·科斯洛担任编剧，另一位执行制片人罗德·霍尔库姆执导。节目中出场的几位主要人物分别是：由艾历克斯·奥洛林饰演的男主角，私家侦探米克·圣约翰（Mick St. John），他已经当了半个多世纪的吸血鬼；索菲亚·迈尔斯出演的贝丝·特纳（Beth Turner），圣约翰心仪的年轻女子；杰森·多灵（Jason Dohring）诠释约瑟夫·科斯坦（Josef Kostan），圣约翰的导师和朋友；此外还有莎妮·索萨蒙（Shannyn Sossamon）出演男主角的前妻卡洛琳·杜瓦尔（Coraline Duvall）。
华纳兄弟电视公司起初打算制作一部题为《暮光》（Twilight）的电视剧，每集长度约14到20分钟。艾历克斯·奥洛林、香侬·卢西奥（Shannon Lucio）、拉德·舍博德兹加（Rade Šerbedžija）和安贝·瓦莱塔成为几位主要角色的扮演人选，罗德·霍尔库姆获聘担任导演。哥伦比亚广播公司选中节目在2007至2008年美国电视季播出后将其更名为《血色月光》。2007年，大卫·格林华特（David Greenwalt）成为节目运作人，并和乔·西尔沃一起担任执行制片人，但格林华特之后因身体健康问题不得不退出。2007年6月，除男主角外所有的主要角色演员都经过重新选定，索菲亚·迈尔斯、杰森·多灵和莎妮·索萨蒙相应入选。演员几乎全部换血后，节目内容也予以调整，试播集经重新拍摄延长到标准长度。
虽然在评论员中所获口碑欠佳，但本集节目首播当晚却在18至49岁年龄段成年观众群和所有年龄段观众群中都成为收视冠军。多篇评论批评了演员表演和剧本，其中一篇称这是“新电视季中最烂的剧本”。不过也有评论员认为节目虽然表现一般，但还是“有潜力”。杰森·多灵的表现得到称赞，有评论员表示希望多灵的“出场时间能更长一点”。

## 剧情
米克·圣约翰是个私家侦探，他梦见身在摄像机镜头外接受一位女性采访，并告诉对方自己这时已经90岁了，作为吸血鬼，圣约翰有一套行为准则，并不像其他吸血鬼那样会把女性、儿童和无辜的人作为自己的猎物。圣约翰因工作需要来到一位年轻女性遭谋杀的现场，《蜂鸣线报》（BuzzWire）记者贝丝也在这里，她还发现受害者的脖子上有两个穿刺形的伤口。贝丝在现场遇到了米克，觉得他看上去很眼熟，但米克坚称他们从未见过。贝丝根据死者颈部的穿刺伤口认为这是一起吸血鬼杀人案，并在报道中加以披露。报道导致米克的朋友，已经当了400年吸血鬼的约瑟夫（Josef）担心起众吸血鬼的安危。米克前往殮房作进一步调查，朋友吉列尔莫在此向他提供血液。米克没有在死去的女性身上找到任何能够同吸血鬼联系起来的线索，觉得她不可能是由吸血鬼所杀。接下来米克和贝丝又在死者的公寓相遇，他们发现了一条项链，其中还有一小瓶血液。
受害者是埃利斯教授的学生，他出席了葬礼并致辞。死者的朋友克洛伊突然向埃利斯发动袭击，并且划伤了对方的脖子，米克看到埃利斯流出的血，认出之前项链里的瓶子装的也是他的血。贝丝找到克洛伊，后者声称埃利斯是一个崇拜吸血鬼的邪教分子，自认为就是吸血鬼。之后不久，克洛伊就被埃利斯所杀，米克发现了她的尸体。他知道贝丝这时已经前去听埃利斯的课，于是急匆匆赶去相救。下课后，贝斯和教授聊起吸血鬼和谋杀案，埃利斯发现贝丝戴有窃听器后决定下手杀了她，贝丝虽一度逃脱，但又遭教授的助教绑架。米克找到了这个助教并将之打倒，然后从他家把不醒人事的贝丝带了出去。镜头出现闪回，原来米克曾在22年前调查过一起幼女失踪案，发现前妻卡洛琳是始作甬者。搏斗之中，米克用椅子的断腿刺进卡洛琳的心脏，然后在屋里放火并救出幼女，这个幼女正是贝丝，米克从此后也一直都在默默地守护着她。镜头回到现代，贝丝苏醒过来后想起米克有被教授的助教刺伤，而且当年正是他救了自己。米克对此予以否论，称她不过是因头部受伤产生的幻觉。贝丝拥抱住米克，对他救了自己致谢。

## 制作

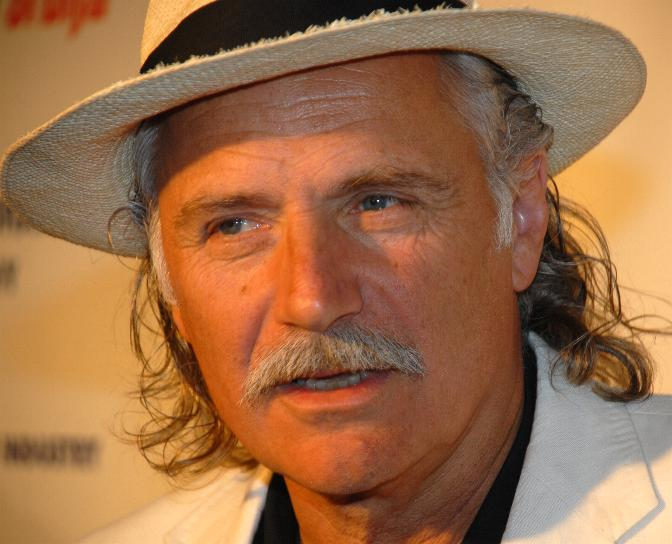
拉德·舍博德兹加起初获选出演约瑟夫·科斯坦，但为了让演员总体上更显年轻而被杰森·多灵取代。

2004年，特雷弗·曼森构想了米克·安吉尔（Mick Angel）一角，并花了两年半时间创作这一角色的小说。小说一度改编成电影剧本，并且布鲁斯·威利斯有望成为主角的扮演者。哥伦比亚广播公司的尼娜·塔斯勒（Nina Tassler）看到剧本后产生兴趣，她安排曼森与主创《侠胆雄狮》的罗恩·科斯洛合作，将剧本改编成电视剧集。电视剧的片名暂定为《暮光》，曼森和科斯洛一起创作了试播集的剧本，华纳兄弟電視公司起初打算在2007年1月开始制作，每集长度约14到20分钟。乔·西尔沃和杰拉德·巴卡西奥（Gerard Bocaccio）与同月获聘成为节目的执行制片人，制作公司则是西尔沃影业。艾历克斯·奥洛林和香侬·卢西奥获选出演，罗德·霍尔库姆则成为导演人选。
2007年5月14日，哥伦比亚公司相中了该剧并将其更名为《血色月光》。同月，《奇迹》（Miracles）和《夜行天使》的主创人大卫·格林华特成为节目运作人，并和乔·西尔沃一起担任执行制片人。哥伦比亚广播公司在试播集制作期间请来格林华特，由他来重建科斯洛和曼森架构的剧情结构，但由于身体健康方面出现问题，格林华特之后只得退出项目，奇普·乔内森（Chip Johannessen）接替了节目运作人一职。2007年6月，除男主角米克·圣约翰的扮演人选仍然是艾历克斯·奥洛林外，其他几位演员都予以更换，香侬·卢西奥、拉德·舍博德兹加和安贝·瓦莱塔起初分别获选出演剧中的贝丝·特纳、约瑟夫·科斯坦和卡洛琳·杜瓦尔，但他们之后分别由索菲亚·迈尔斯、杰森·多灵和莎妮·索萨蒙取代。由于演员几乎全部换血，因此试播集也就经过重拍，并且内容经重新调整后使片长延伸到了标准长度。2007年7月27日，西尔沃与几位主要演员一起出席了在加利福尼亚州圣地亚哥举办的圣地亚哥国际动漫展，为在此展出的剧集摇旗呐喊。
乔·西尔沃“突然毫无征兆”地找上多灵，称“有个角色，我想让它更年轻一些”。多灵看了两页有关约瑟夫一角的剧本，对其“黑暗”而“犀利”的个性产生兴趣。为了得到这个角色，多灵仍需参加常规试镜程序，在他看来，西尔沃在自己得到这个角色的过程中居功甚伟，提供了大量的帮助并加以推动。曼森表示，节目在演员选择上的目标就是要令其看上去更轻快一些，他相信重新选择的演员达到了电视台和制片公司的目标：让节目更年轻、更新潮。奥洛林也认为新的演员班底总体上更有活力，这在约瑟夫一角上体现特别明显，因为原本入选的舍博德兹加年纪比多灵大了一倍。由于约瑟夫和男主角之间的关系对节目非常重要，因此电视台和剧集主创担心如果由舍博德兹加来出演，那么这个角色会变得更象是米克的父亲而非朋友。奥洛林也支持由更年轻的演员出演约瑟夫，因为这样让角色间的年龄差距不致显得太大。

## 反响

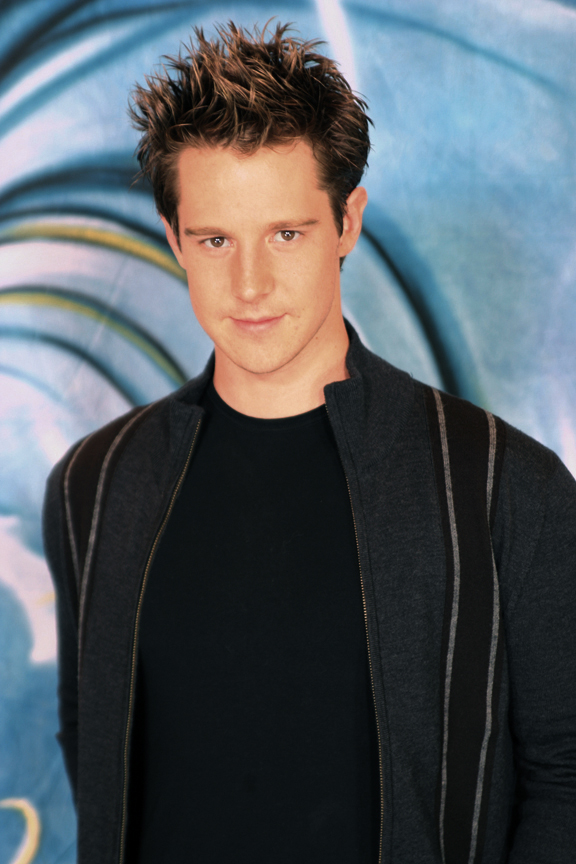
虽然试播集总体评价欠佳，但杰森·多灵的表现还是得到多位影评人好评。

《世上没有吸血鬼》在美国首播时吸收了854万观众收看，家庭电视用户收视率为5.7和10%，这表明当晚美国有5.7%的家庭观看该节目，而所有当时有看电视的观众中则有10%选择《世上没有吸血鬼》，是当晚所有年龄段观众和18至49岁年龄段观众中收视率最高的。但是，试播集获得的专业评价总体欠佳。一些评论中将本剧与另一部电视剧《夜行天使》相比，同时拿来对比的还有其他与吸血鬼有关的节目，如《永远的游侠》（Forever Knight）、《吸血鬼猎人巴菲》、《血情》（Blood Ties）、《锦衣夜行》（Night Stalker）、《黑暗阴影》（Dark Shadows）以及安妮·莱斯的多部作品。《旧金山纪事报》的蒂姆·古德曼（Tim Goodman）认为试播集“平淡到可怕的”，并且《血色月光》“也可能是这个秋季最糟糕的新节目”。《匹兹堡邮报》（Pittsburgh Post-Gazette）的罗布·欧文（Rob Owen）称，试播集就是部私家侦探类别的正剧披上吸吸血鬼的故事外衣；马修·吉尔伯特（Matthew Gilbert）在《波士顿环球报》（Boston Globe）表示，节目几乎完全就是场恶梦。
评论中批评试播集的剧本过于沉闷，并且剧情发展落入俗套、缺乏惊喜。还有评论中认为，剧情让演员没有多少发挥的空间，或毫不留情地指责这是“新电视季最糟糕的编剧”，连其中的对白也是让人头疼。《华盛顿邮报》的汤姆·谢尔斯（Tom Shales）批评剧集主创人不应该让男主角成为私家侦察，觉得他们似乎在竭力避免节目有什么与众不同的地方。玛丽·麦克纳马拉（Mary McNamara）在《洛杉矶时报》上指出，剧集本来还有一些潜力，但由于创作理念和实际执行出现脱节，悬念变成了愚蠢，节目主创仿佛也决定只采用侦探剧和吸血鬼题材这两种类型的陈辞滥调。演员的表演评价也不理想，受到“低于平均水平”或是“前景堪忧”的批评。《今日美国》的罗伯行·比安科（Robert Bianco）认为，《血色月光》的演员水准不及《夜行天使》；马修·吉尔伯特也在《波士顿环球报》上批评奥洛林和迈尔斯之间的化学反应有过重的人工雕琢痕迹，两人间的对话节奏呆板，很不自然，奥洛林的表现可谓“呆若木鸡”，另有评论中认为他作为主角表现只能算勉强过得去，此外，索萨蒙一角的出场形象则是“可怕不足，荒谬有余”。不过，网站的特拉维斯·菲克特（Travis Fickett）称赞了几位演员的表演，认为奥洛林表现优异，而且迈尔斯可能会是节目中最有前途的演员。莫琳·瑞安（Maureen Ryan）在《芝加哥论坛报》上撰文称，迈尔斯的表现“相当不错”。
当然，也并非所有评论都持负面看法。莎拉·斯蒂戈尔（Sarah Stegall）就觉得试播集表现很不赖，觉得《血色月光》如果能够在周五晚时段继续播出，并且满足那些《刀锋战士》影迷对吸血鬼题材的期待，那么这将成为一部相当成功的剧集。《电视指南》的卡拉·霍兰德（Kara Howland）也给予试播集正面评价，认为《血色月光》有着“坚实的基础”。多位影评人称赞了杰森·多灵对约瑟夫一角的演绎，其中一篇称他给予试播集“一次能量上的小爆发”，另一篇则赞扬他让节目“干净利落的同时又带有几分机智”，是节目中“值得欢迎的”组成部分，希望他的出场时间能够更多一些。特拉维斯·菲克特表扬剧中动作场面，称“动作戏一旦开始就一切都好了”。